# Œuf-en-Ternois
Œuf-en-Ternois település Franciaországban, Pas-de-Calais megyében. Lakosainak száma 253 fő (2022. január 1.). Œuf-en-Ternois Humières, Beauvois, Croisette, Guinecourt, Linzeux, Siracourt és Willeman községekkel határos.

## Népesség
A település népességének változása:
| Lakosok száma | 508  | 507  | 504  | 387  | 381  | 283  | 226  | 255  | 249  | 253  |
|               | 1793 | 1836 | 1866 | 1891 | 1921 | 1962 | 1999 | 2010 | 2017 | 2022 |